# Shukufuku
Shukufuku (祝福 (Phúc Lành)) là một bài hát của bộ đôi âm nhạc Yoasobi trong EP thứ ba của họ là The Book 3 vào năm 2023. Bài hát này đã được ra mắt như một đĩa đơn vào ngày 1 tháng 10 năm 2022 bởi hãng đĩa Sony Music Entertainment Japan, ngoài ra còn được lựa chọn để trở thành ca khúc nhạc hiệu của mùa đầu tiên cho dòng phim anime lấy chủ đề mecha là Mobile Suit Gundam: The Witch from Mercury.
Bài hát này được lấy cảm hứng dựa trên truyện ngắn Yurikago no Hoshi (ゆりかごの星 tạm dịch: Hành tinh nơi tôi sinh ra) của tác giả Ookouchi Ichirou, vốn mô tả cảm xúc của XVX-016 Gundam Aerial với Suletta Mercury. Đĩa đơn này đã từng đứng thứ hai trong danh sách Billboard Japan Hot 100, đạt chứng nhận hang Bạch kim về số lượt tải về - hai lần hạng Bạch kim cho số lượt stream bởi Hiệp hội Công nghiệp Ghi âm Nhật Bản (RỊA)

## Bối cảnh và ra mắt
Bắt đầu từ ngày 2 tháng 9 năm 2022, Yoasobi đã đăng tải ba bức ảnh kỳ lạ cùng miêu tả về một vật thể màu đen trên nền trắng với các dòng ký tự "941", "730" và "Coming Soon!!!" (hãy chờ đấy!) trên tiêu đề trong ba ngày liên tiếp. Hai ngày sau đó, video quảng cáo thứ hai trong dòng phim mecha Nhật Bản Mobile Suit Gundam: The Witch from Mercury cũng thông báo rằng nhóm Yoasobi sẽ thể hiện ca khúc nhạc hiệu "Shukufuku" của bộ phim. Bài hát lấy cảm hứng từ truyện ngắn Yurikago no Hoshi (ゆりかごの星) của tác giả Ookouchi Ichirou - người cũng chịu trách nhiệm viết kịch bản cho bộ anime. Tác phẩm này sau đó cũng được đăng tải lên trang chủ của bộ phim vào ngày 2 tháng 10.
Phiên bản nhạc hiệu của Shukufuku đã được lần đầu tiên công bố vào ngày 16 tháng 9 trong chương trình radio đặc biệt All Night Nippon Music Week - chương trình này để kỷ niệm 55 năm hoạt động của All Night Nippon, sau đó là bản vẽ kỹ thuật số cho bìa của đĩa đơn vào ngày 25 tháng 9. Baì hát chính thức được phát hành trên các nền tảng nghe nhạc trực tuyến vào ngày 1 tháng 10 - chỉ 1 ngày trước khi tập phim đầu tiên của The Witch from Mercury được phát sóng lần đầu.
Một số lượng bản đĩa CD giới hạn của đĩa đơn chính thức được mở bán vào ngày 9 tháng 12, trong đĩa CD có cả phiên bản tiếng Anh của bài hát mang tên The Blessing, phiên bản trong phim anime và phiên bản không có giọng hát của Ikuta Lilas và các vật phẩm đính kèm khác. Ngày 3 tháng 11, Yoasobi đã chia sẻ một đoạn trong phiên bản tiếng Anh của bài hát nhân dịp video ca nhạc Shukufuku đạt mốc 10 triệu lượt xem trên YouTube. Phiên bản tiếng Anh cũng được phát hành trực tuyến chính thức như một đĩa đơn cùng với ngày mở bán các bản CD, sau đó nằm trong EP tiếng Anh thứ hai của Yoasobi E-Side 2 ra mắt vào ngày 18 tháng 11. Phiên bản trong phim anime sau đó được đặt trong album các bài nhạc của bộ phim, còn bản đĩa đơn tiếng Nhật nằm trong EP thứ ba của Yoasobi là The Book 3 phát hành vào ngày 4 tháng 10 năm 2023.

## Nhạc và lời
Shukufuku là ca khúc thuộc dòng Electropop cũng như Dance-pop, mang giai điệu bắt tai, được sáng tác và phối khí bởi Ayase, một nửa của bộ đôi Yoasobi. Bài hát chủ yếu miêu tả mối quan hệ giữa nhân vật chính Sulleta Mercury và XVX-016 Gundam Aerial, đa số được nhìn nhận theo góc nhìn của Gundam - mecha chiến đấu vì chủ và chứng kiến hành động của Sulleta để dẫn tới mạch truyện chính của anime và luôn nhắc nhở cô trong suốt hành trình. Bài hát được sáng tác ở phím Mi thứ, 170 BPM và có thời lượng 3 phút 16 giây.
Tờ Real Sound mô tả Shukufuku rằng "những đường dương cầm rất đẹp, một bài hát hàm chứa nhiều nội lực, nhưng phần lời ẩn chứa nhiều sự bất an trong các câu - lại phù hợp với cảm giác gay cấn từ các cảnh chiến đấu của các tác phẩm chủ đề Gundam", và nhận xét chung rằng "màu nhạc đẹp, mạnh mẽ, tô điểm thế giới của The Witch from Mercury nhưng cũng thể hiện những sự thay đổi của bộ đôi Yoasobi". Nahda Nabiilah từ tờ Game Rant đã ca ngợi ca khúc vì "đem đến một tông bài hát làm người nghe tràn đầy năng lượng và hứng thú để bắt đầu theo dõi các tập phim". Viết trên tạp chí Rockin'On Japan, Amano Fumiaki đã so sánh Shukufuku giống với "có thể là thật sự những gì nằm giữa Ayase và Ikura" và có lẽ là "nhạc hiệu của Yoasobi".

## Trên các bảng xếp hạng
Sau hai ngày phát hành, Shukufuku đã đứng ở vị trí thứ 14 trong Billboard Japan Hot 100 thống kê ngày 5 tháng 10 năm 2022 với 23 298 điểm, và đứng thứ hai trong danh sách các ca khúc với lượt tải xuống. Trong tuần sau đó, bài hát đã nhảy tới vị trí thứ hai sau đúng một tuần phát hành và chỉ chịu thua Zettai Inspiration của SKE48. Bài hát khi đó có hơn 30 ngàn lượt tải về, đứng thứ nhất trong danh sách các ca khúc với lượt tải về, hơn 6 triệu lượt stream và đứng vị trí thứ 7 trong danh sách các bài hát với lượt stream, và hơn 1 triệu lượt xem trên YouTube.
Trên các bảng xếp hạng của Oricon, Shukufuku tham gia bảng xếp hạng cho các đĩa đơn vào ngày 10 tháng 10, ở vị trí thứ 23, và tiến tới vị trí thứ 3 ở tuần sau đó. Ca khúc này cũng tham gia vào bảng xếp hạng các đĩa đơn kỹ thuật số, và với 26 736 bản được bán ra, Shukufuku đã đạt vị trí thứ hai - và tiến tới vị trí dẫn đầu vào tuần sau đó với 34 563 bản. Trên các sàn quốc tế, bài hát đã đạt vị trí thứ 76, 27 và 12 trong lần đầu xuất hiện ở Billboard Global 200, phiên bản dành cho thị trường Mỹ của Billboard Global 200 và Hong Kong Songs của Hits of the World.
Shukufuku cũng đã nhận chứng nhận hạng Bạch kim cho số lượt tải về và hai lần Bạch kim cho số lượt stream bởi Hiệp hội Công nghiệp Ghi âm Nhật Bản.

## Biểu diễn
Yoasobi đã lần đầu tiên biểu diễn ca khúc Shukufuku tại chương trình đặc biệt dài 2 tiếng đồng hồ của Count Down TV vào ngày 7 tháng 10 năm 2022, được ghi hình tại Nhà máy Gundam tại Yokohama, khi mà các thành viên của YOASOBI đã biểu diễn trước mô hình thực Gundam cao 18 mét và đã chuyển động trong quá trình biểu diễn. Bài hát này cũng nằm trong danh sách biểu diễn tại các buổi lưu diễn như Denkousekka Arena Tour hay chuyến lưu diễn đầu tiên của Yoasobi tại châu Á. Yoasobi cũng tiến hành biểu diễn Shukufuku tại các lễ hội âm nhạc từ năm 2022 như Head in the Clouds, Unibaru! Live 2023 hay Rock in Japan.

## Giải thưởng
| Lễ trao giải          | Năm  | Giải thưởng                   | Kết quả |
| --------------------- | ---- | ----------------------------- | ------- |
| Anime Grand Prix      | 2023 | Ca khúc Anime xuất sắc nhất   | Về nhì  |
| Anime Trending Awards | 2023 | Nhạc hiệu Mở đầu của năm      | Đề cử   |
| Newtype Anime Awards  | 2023 | Nhạc hiệu của năm             | Về ba   |
| Reiwa Anisong Awards  | 2022 | Giải thưởng Sản phẩm Xuất sắc | Đề cử   |

## Danh sách track nhạc
- Các nền tảng số

1. "Shukufuku" (祝福) -  3:16
2. "The Blessing" (bản tiếng Anh) - 3:13

- Phiên bản đĩa CD

1. "Shukufuku" (祝福) -  3:14
2. "The Blessing" (bản tiếng Anh) - 3:14
3. "Shukufuku" (bản anime) -  1:30
4. "Shukufuku" (bản không lời) -  3:10

## Các nghệ sĩ tham gia
- Ayase - sáng tác, nhà sản xuất
- Ikuta Lilas - trình bày ca khúc
- Konnie Aoki - dịch giả lời phiên bản tiếng Anh
- Takeruru - Guitar
- Hikaru Yamamoto - bass
- Ichirou Okouchi - tác giả tiểu thuyết nguyên tác

## Chứng nhận và doanh số
| Quốc gia                                                                                 | Chứng nhận  | Số đơn vị/doanh số chứng nhận |
| ---------------------------------------------------------------------------------------- | ----------- | ----------------------------- |
| Japan Băng đĩa                                                                           | —           | 25.622                        |
| Nhật Bản (RIAJ) Nhạc số                                                                  | Bạch kim    | 250.000*                      |
| Phát trực tuyến                                                                          |             |                               |
| Nhật Bản (RIAJ)                                                                          | 3× Bạch kim | 300.000.000                   |
| * Chứng nhận dựa theo doanh số tiêu thụ. · Chứng nhận dựa theo doanh số phát trực tuyến. |             |                               |

## Đường dẫn ngoài
- Trang web chính thức của Mobile Suit Gundam: Ma nữ Sao Thủy (tiếng Anh)
- Trang web chính thức của Mobile Suit Gundam: Ma nữ Sao Thủy (tiếng Nhật)
- Video âm nhạc mở đầu của Mobile Suit Gundam: Ma nữ Sao Thủy